# Niederländische Fußballnationalmannschaft/Olympische Spiele
Die niederländische Nationalmannschaft hatte ihr Debüt auf der olympischen Bühne bei den Spielen im Jahr 1908. Die besten Platzierungen hier waren jeweils ein Bronzerang bei den Turnier in den Jahren 1908, 1912 und 1920. Die bislang letzte Teilnahme war bei den Spielen im Jahr 2008.

## Ergebnisse bei den Olympischen Spielen

### 1908
Bei der ersten Teilnahme bei den Spielen 1908, sollte die Mannschaft im Viertelfinale eigentlich auf Ungarn treffen. Allerdings siegte die Mannschaft gegen diese kampflos und zog so direkt ins Halbfinale ein. Hier bestritt man somit nun sein erstes Spiel in einem olympischen Turnier gegen die britische Auswahl. Nachdem das Team bereits zur Halbzeitpause mit 0:1 zurücklag, verlor man diese Partie am Ende mit 0:4. Im Spiel um Bronze ging es dann gegen Schweden, über die man am Ende mit 2:0 triumphieren konnte und so auch das Turnier mit Edelmetall beendete.

### 1912
Im Turnier der Spiele 1912 stieg man nun bereits zum Achtelfinale ein und trieb die Partie gegen Schweden hier bis in die Verlängerung, nach dessen Ende man schließlich mit 4:3 gewann. Anschließend hieß der Gegner im Viertelfinale dann das Kaisertum Österreich, gegen welche aber bereits zur Halbzeit der 3:1-Sieg am Ende feststand. Erst im Halbfinale musste das Team gegen Dänemark am Ende erstmals bei diesem Turnier eine 1:4-Niederlage einstecken. Aber wieder nutze die Mannschaft im Spiel, um Bronze noch die Möglichkeit eine Medaille zu erlangen, indem man gegen Finnland das Spiel dominierte und am Ende einen 9:0-Sieg einfuhr.

### 1920
1916 fanden wegen des Ersten Weltkriegs keine Olympischen Spiele statt. Bei den Spielen im Jahr 1920 nahm die Mannschaft wieder ab dem Achtelfinale teil. Hier hieß der Gegner Luxemburg, gegen welche man einen 3:0-Sieg einfuhr. Im darauffolgenden Viertelfinale ging es wieder einmal gegen Schweden, gegen welche auch wie gewohnt erst nach Verlängerung mit insgesamt 5:4 gewonnen werden konnte. Das Halbfinalspiel gegen die Gastgeber-Nation Belgien endete wie schon bei den zwei vorherigen Turnieren für die niederländische Auswahl mit einer Niederlage, diesmal endete die Partie 0:3.
Durch die weiteren Ereignisse im Finale des olympischen Turniers, kam es dazu das schlussendlich das Team im Spiel um einen 2. oder den 3. Platz auf Spanien trag. Diese Partie verlor man dann schließlich mit 1:3 und sicherte sich somit zum dritten Mal in Folge die Bronze-Medaille.

### 1924
Bei dem Turnier im Jahr 1924 ging es nun im Achtelfinale mit einem 6:0-Sieg über Rumänien für die Mannschaft los. Auch im Viertelfinale sicherte sich die Mannschaft schließlich noch den Sieg über die Mannschaft des irischen Freistaats mit einem 2:1 nach Verlängerung. Jedoch war auch wie zuvor schon, im Halbfinale gegen den späteren Olympiasieger Uruguay mit 1:2 wieder Schluss. Das Spiel um Bronze gegen Schweden, endete selbst nach Verlängerung noch mit einem 1:1. Dadurch musste einen Tag später ein Entscheidungsspiel ausgetragen werden. Welches schlussendlich die schwedische Auswahl für sich entschied. Somit endete das Turnier für die Niederländer erstmals nicht mit einer Medaille.

### 1928
Auch im Turnier der Spiele 1928 traf man im Achtelfinale auf Uruguay und verlor dort direkt gegen diese mit 0:2. Damit schied man erstmals schon hier aus dem Turnier aus.

### 1948
Erst bei den ersten Olympischen Spielen im Jahr 1948 nahm die Mannschaft erstmals wieder teil. Wieder einmal ging es gegen Irland, gegen welche man in der Vorrunde mit 3:1 gewinnen konnte. Aber bereits im Achtelfinale war dann nach einer 3:4-Niederlage nach Verlängerung gegen Großbritannien auch schon wieder Schluss.

### 1952
Gegen die Mannschaft aus Brasilien schaffte das Team es auch bei den Spielen 1952 nach einer 1:5-Niederlage nicht über die Vorrunde hinaus.

### 1956
Ab den Spielen im Jahr 1956 war die Teilnahme an einem Qualifikationsturnier nötig, um am Turnier teilzunehmen. An diesem nahm die Mannschaft aber nicht teil und verpasste somit erstmals seit knapp 50 Jahren ein Turnier.

### 1960
Für das Turnier im Jahr 1960 nahm die Mannschaft aber an der Qualifikation teil und wurde hier in eine Gruppe mit Großbritannien und Irland gelost, an dessen Ende man als letzter nur zwei Punkte jeweils aus einem Unentschieden gegen beide erzielten konnte.

### 1964
Bei dem Qualifikationsturnier für die Spiele 1964 wurde das Team für die 1. Runde gegen die DDR gelost und verlor sowohl das Hin- als auch das Rückspiel, womit man am Ende mit einer 1:4-Niederlage dastand.

### 1968
In der Qualifikation für die Spiele 1968 wiederum traf die Mannschaft in der 1. Runde auf Finnland und erzielte im Hinspiel immerhin noch ein 0:0. Allerdings wurde dann das Rückspiel mit 0:1 verloren und so schied man bereits wieder in der Qualifikation aus.

### 1972
In der Qualifikation für die Spiele 1972 bekam es die Niederlande in der 1. Runde mit der Sowjetunion zu tun. Nach einer 0:4-Niederlage im Hinspiel endete das Rückspiel zwar immerhin mit 0:0. Jedoch ging es für das Team auch diesmal nicht weiter.

### 1976
Bei den Spielen 1976 bekam es die Mannschaft mit Luxemburg in der ersten Runde der Qualifikation zu tun. Gegen diese gewann man schließlich auch mit 1:0 bzw. 2:1 und zog so in die 2. Runde ein. Als Gegner bekam man es hier aber mit Frankreich und Rumänien zu tun, gegen welche es nur Niederlagen setze.

### 1980
Die Qualifikation für die Spiele im Jahr 1980 wurden diesmal direkt in einer Gruppe ausgespielt. Hier traf man auf Belgien, Spanien und Israel und erreichte wieder nur den letzten Platz am Ende der sechs Partien.

### 1984
Bevor die Qualifikation für die Spiele im Jahr 1984 startete, musste die Mannschaft noch eine vorgeschobene Playoff-Partie absolvieren. In der es gegen Liechtenstein ging. Am Ende gewann man nach Hin- und Rückspiel mit 6:1 und durfte damit an der Gruppenphase teilnehmen. Aber auch hier sammelte die Mannschaft am Ende nur drei Punkte ein und schloss so die Gruppe auf dem letzten Platz gegen die Gegner Jugoslawien, Rumänien und Italien ab.

### 1988
Immerhin gelang mit fünf Punkten in der Qualifikationsgruppe zu den Spielen im Jahr 1988 ein vierter Platz, womit man sich noch über dem Konkurrenten Island platzierte. Die weiteren Gegner in der Gruppe waren Italien, die DDR und Portugal.

### 1992
Seit den Spielen 1992 werden die europäischen Startplätze bei den Spielen über die Platzierung bei der U-21-Europameisterschaft vergeben. Mit dem fünften Platz verpasste die U-21 die Qualifikation für die Spiele bei der Europameisterschaft 1992 nur knapp.

### 1996 bis 2004
In den folgenden Jahren gelang der U-21 teilweise nicht die Qualifikation für das Turnier oder die Platzierung gelang bei einem Turnier, welches gerade nicht für die Teilnahme am Turnier berechtigte.

### 2008
Als Sieger der U-21-Europameisterschaft 2007 durfte erstmals seit den Spielen 1956 wieder eine niederländische Auswahl am olympischen Fußballturnier teilnehmen. In der Gruppenphase wurde man in die Gruppe B gelost und konnte sich hier gegen Nigeria, die Vereinigten Staaten und Japan auf dem zweiten Platz behaupten. Im Viertelfinale traf das Team so auf den späteren Olympiasieger Argentinien, gegen welche man nach Verlängerung mit 1:2 unterlag.

### Seit 2012
Bislang gelang der niederländischen U-21 nur bei der Europameisterschaft 2013 ein zweiter Platz. Da dieser aber nicht über eine Teilnahme an dem olympischen Turnier entschied, wartet die Mannschaft seitdem noch auf eine weitere Teilnahme.